# Kotis Point
Kotis Point är en udde i Antarktis. Den ligger i Sydshetlandsöarna. Argentina, Chile och Storbritannien gör anspråk på området.
Terrängen inåt land är kuperad åt sydost, men åt nordost är den platt. Havet är nära Kotis Point åt nordväst. Trakten är glest befolkad. Närmaste befolkade plats är St. Kliment Ohridski Base, 16,6 kilometer söder om Kotis Point. 